# Brandon Peniche
Pour les articles homonymes, voir Péniche (homonymie).
Brandon Peniche (né Brandon Arturo Delgadillo Ortiz Peniche le 3 août 1987 à Mexico, au Mexique) est un acteur mexicain.
Il est le fils d'Arturo Peniche,.

## Filmographie

### Telenovelas
| Année   | Titre                      | Rôle                                 | Remarques             |
| ------- | -------------------------- | ------------------------------------ | --------------------- |
| 2009    | Verano de amor             | Dylan Carrasco Moret                 | Rôle secondaire       |
| 2010-11 | Niña de mi corazón         | Conrado Gayardo "Masiosare / Cónsul" | Principal antagoniste |
| 2011-12 | Ni contigo ni sin ti       | Diego TorresLanda                    | Jeune protagoniste    |
| 2012-13 | Un refugio para el amor    | Patricio Torreslanda Fuentes-Gil     | Jeune protagoniste    |
| 2013    | Corazón indomable          | Alfonso del Olmo                     | Rôle secondaire       |
| 2014    | La malquerida              | Manuel Palacios Salmeron             | Rôle secondaire       |
| 2015    | Que te perdone Dios        | Pablo                                |                       |
| 2016    | Un camino hacia el destino | Javier                               |                       |

### Émissions télévisées
- 1998 : ¿Qué nos pasa? : Invité
- 2013 : Gossip Girl Acapulco : Poncho Díaz-Navarro

### Films
- 1999 : Maldito amor
- 2014 : Mantis  : Détective
- 2016 : Tus feromonas me matan

## Nominations et récompenses
| Année | Récompense         | Catégorie                      | Telenovela              | Résultat   |
| ----- | ------------------ | ------------------------------ | ----------------------- | ---------- |
| 2011  | Premios TVyNovelas | Meilleure révélation masculine | Niña de mi corazón      | Nomination |
| 2012  | Premios TvyNovelas | Meilleur acteur juvénile       | Ni contigo ni sin ti    | Nomination |
| 2013  | Premios TvyNovelas | Meilleur acteur co-vedette     | Un refugio para el amor | Nomination |
| 2015  | Premios TvyNovelas | Meilleur acteur juvénile       | La malquerida           | Nomination |
| 2016  | Premios TvyNovelas | Meilleur acteur juvénile       | Que te perdone Dios     | Gagnant    |